# Klinte kyrka
Klinte kyrka är en kyrkobyggnad i Klinte på Gotland. Den är församlingskyrka i Klinte församling i Visby stift.

## Kyrkobyggnaden
Kyrkan är byggd i sten under medeltiden och består av ett enskeppigt långhus. Vid östra sidan finns ett smalt rakt avslutat kor med sakristia på norra sidan. Vid långhusets västra sida finns kyrktornet vars nedre del utgör resten av en romansk kyrka som uppfördes under första hälften av 1200-talet. Omkring 1300 byggdes nuvarande långhus och kor med sakristia, samtidigt påbyggdes tornet. Det höga tornet har murade sidogavlar och ljudgluggar i tre våningar, samt kröns av en åttkantig tornspira. Av särskilt intresse i exteriören är korets spetsbågiga perspektivportal, rikt utsmyckad med bland annat skulpterade kapitälband; enklare rundbågeportaler finns på tornets norra och södra sida. Kyrkan täcks invändigt av höga tältvalv, två i långhuset och ett vardera i kor och ringkammare. Korvalvets ornamentala kalkmålningar är troligtvis samtida med valvslagningen, omkring år 1300. I korets östfönster finns rester av glasmålningar från samma tid. En stor mängd ristningar har påträffats i ringkammarens väggputs. Kyrkan restaurerades 1933 under ledning av arkitekt Erik Fant och 1976–1977 under ledning av arkitekt Leif Olsson.

## Inventarier
- Ett triumfkrucifix från 1400-talet är kyrkans äldsta inventarium.
- Altaruppsatsen är byggd i sandsten och daterad till 1643.
- Dopfunten tillverkades 1667 av Herman Hansson Schotte.
- Predikstol och epitafier är från 1600-talet.

### Orgel
- Den tidigare orgeln byggdes 1870 av Åkerman & Lund, Stockholm, och hade 7 stämmor.
- Orgeln byggdes 1977 av Grönlunds Orgelbyggeri i Gammelstad. Orgeln är mekanisk.

| Huvudverk I   | Bröstverk II | Pedal          | Koppel |
| rörflöjt 8’   | Gedackt 8’   | Subbas 16’     | I/P    |
| Principal 4’  | Rörflöjt 4’  | Gedackt 8’     | II/P   |
| Spetsflöjt 4’ | Principal 2’ | Kvintadena 4'  | II/I   |
| Waldflöjt 2’  | Cymbel 3 ch  | Koppelflöjt 2' |        |
| Sifflöjt 1'   | Dulcian 8'   | Fagott 16'     |        |
| Mixtur 3-4 ch | Tremulant    | Rörskalmeja 4' |        |

## Bildgalleri

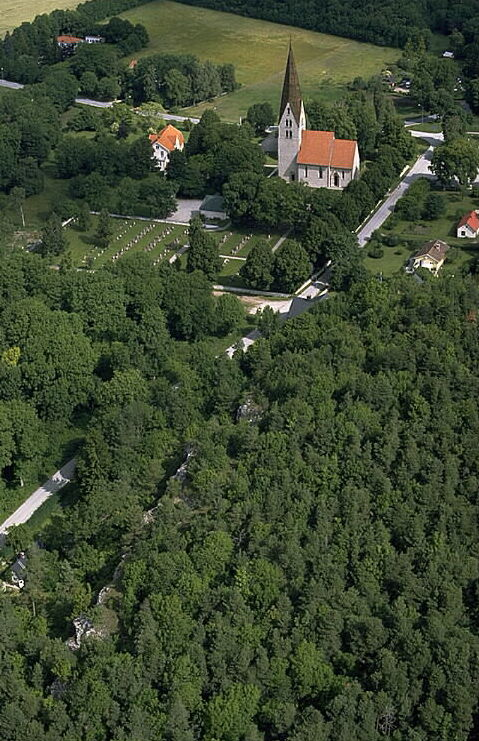
Kyrkan i landskapet
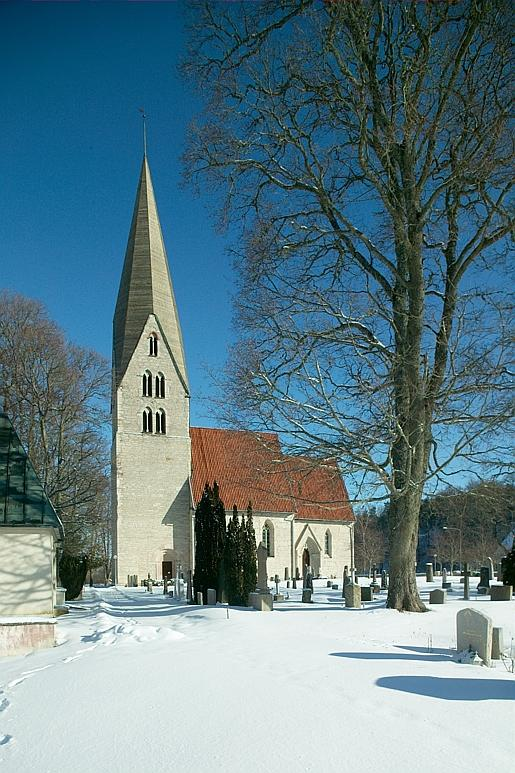
Kyrkan från söder
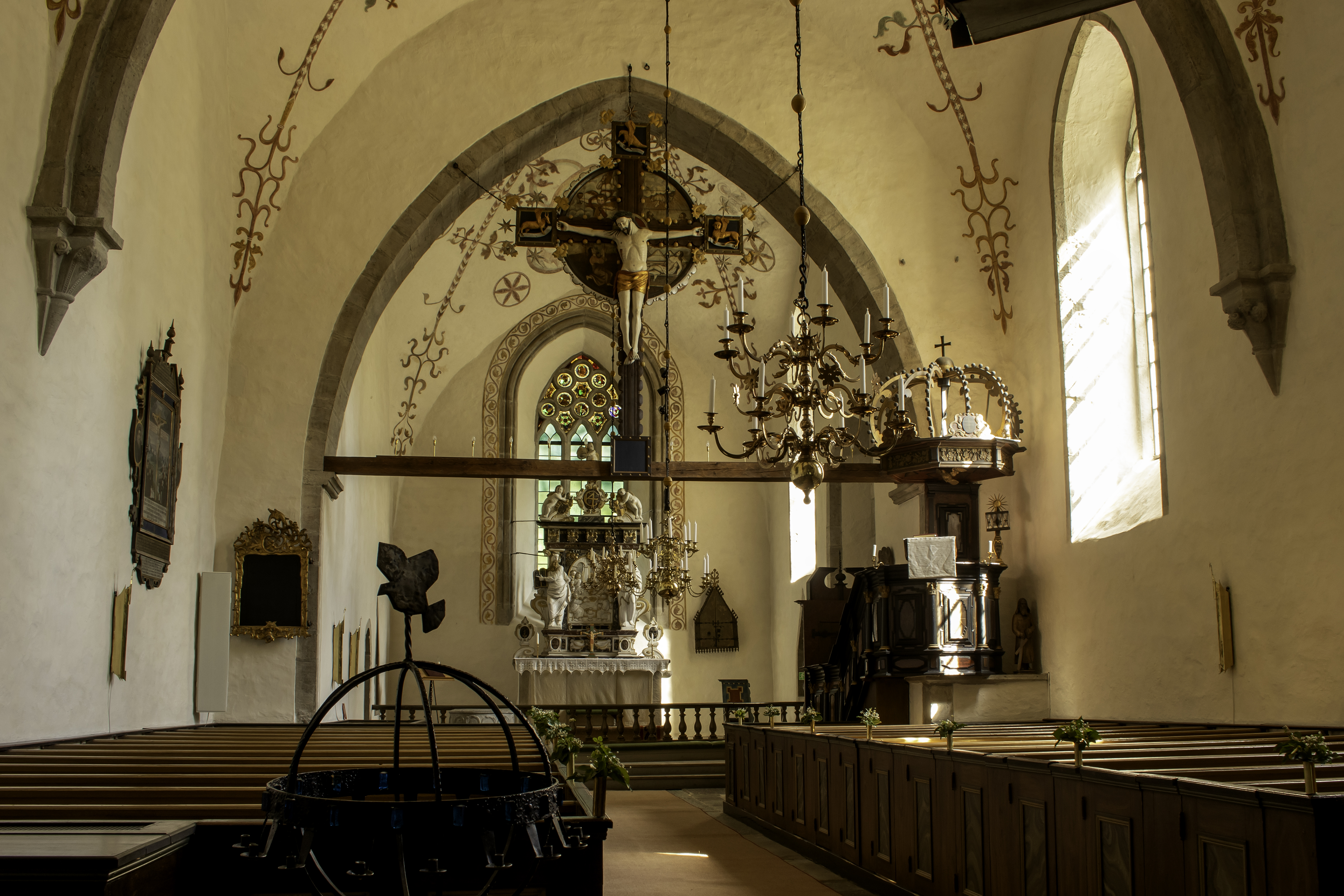
Interiör mot öster
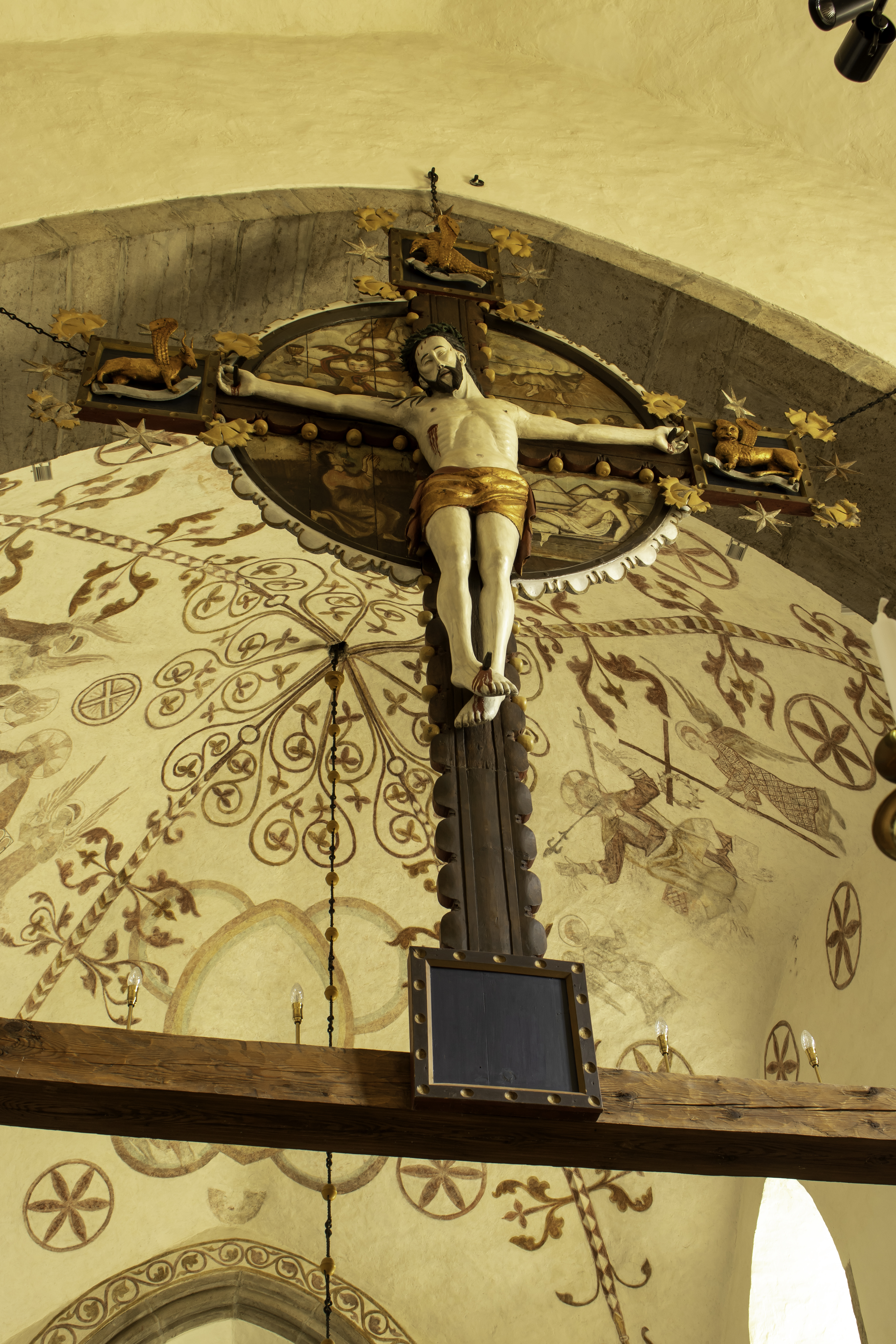
Triumfkrucifix
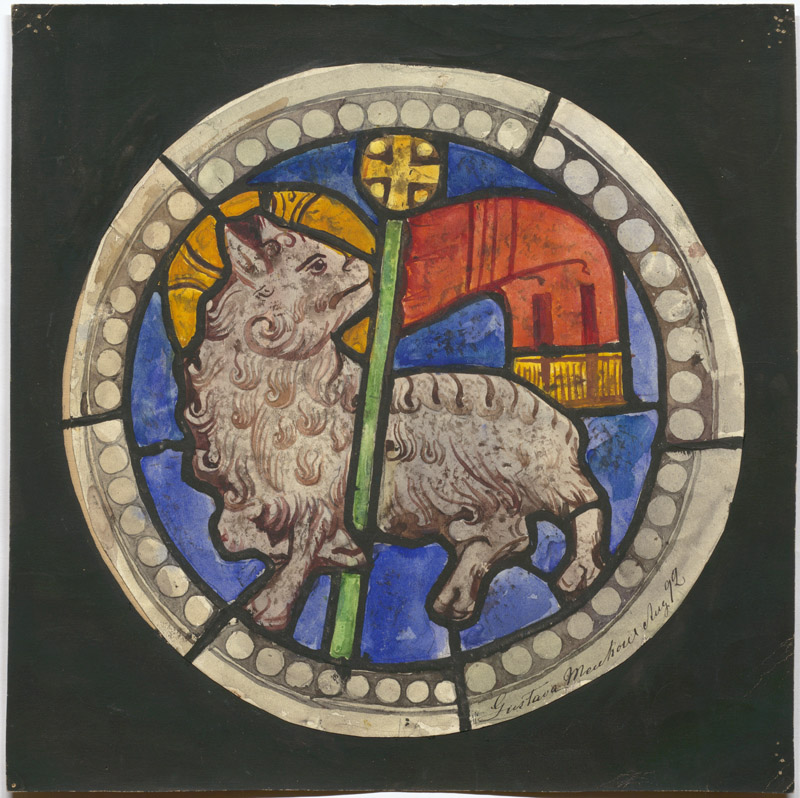
Akvarell av glasmålning
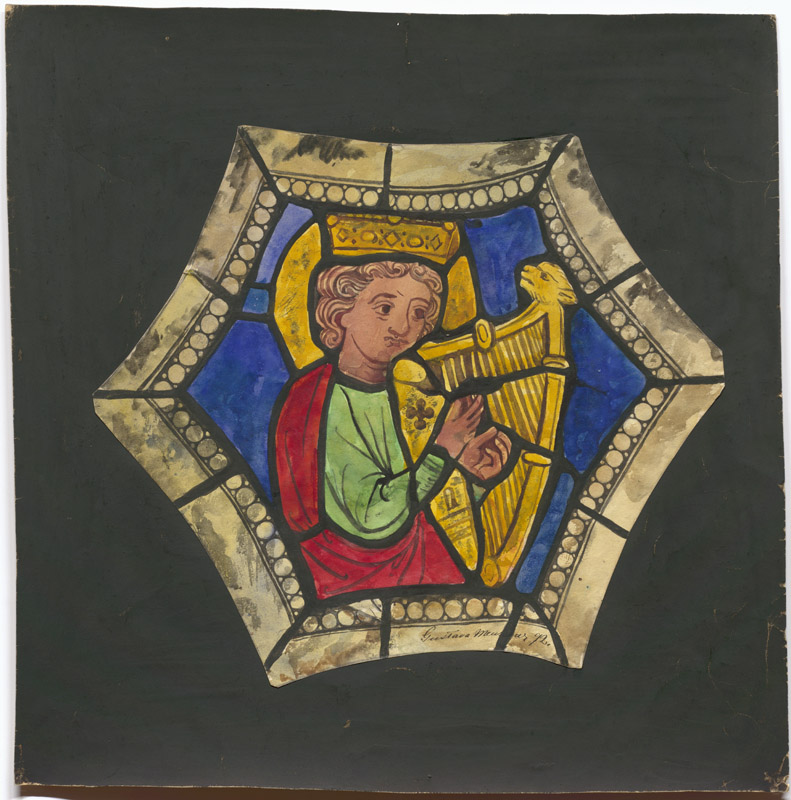
Akvarell av glasmålning
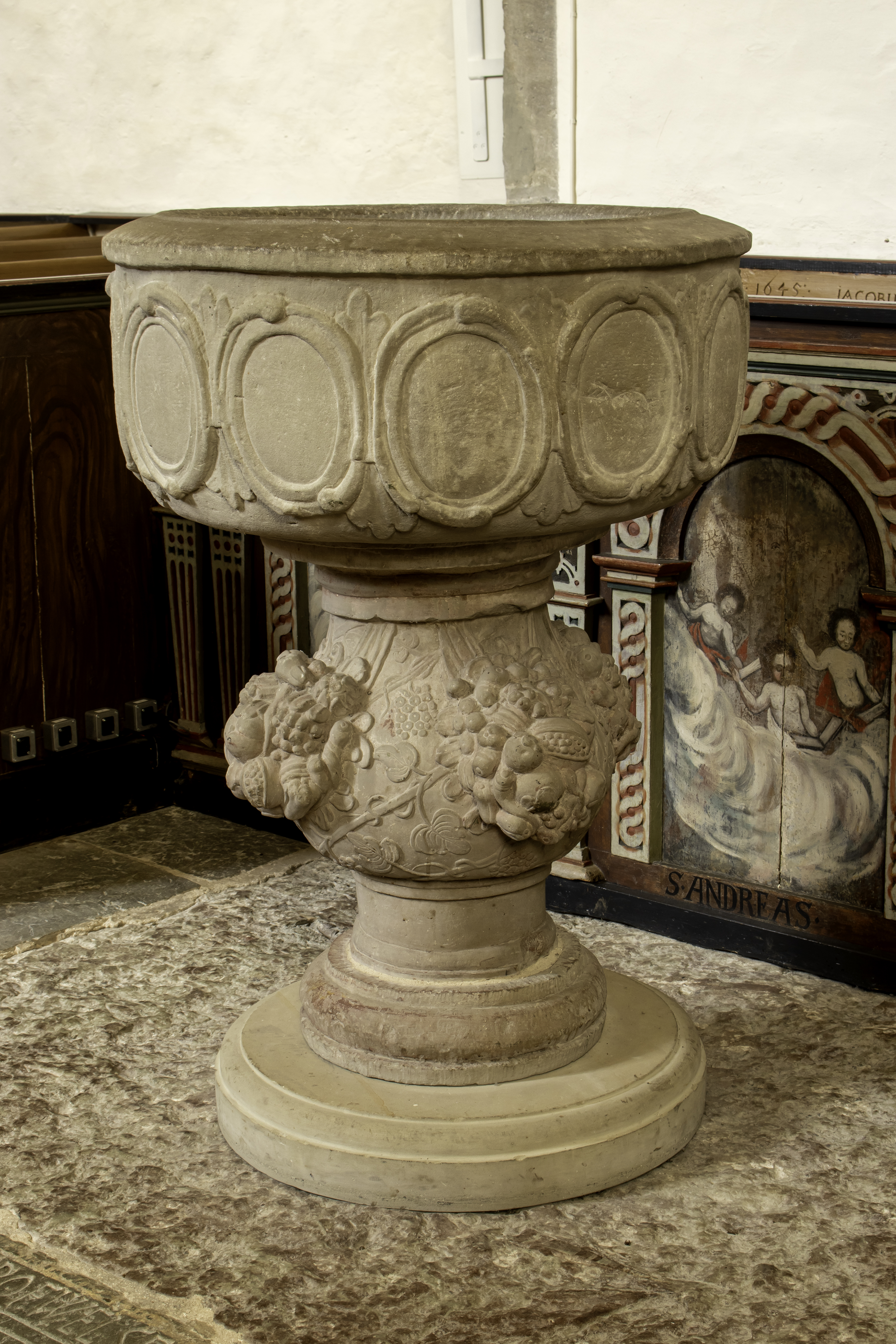
Dopfunt
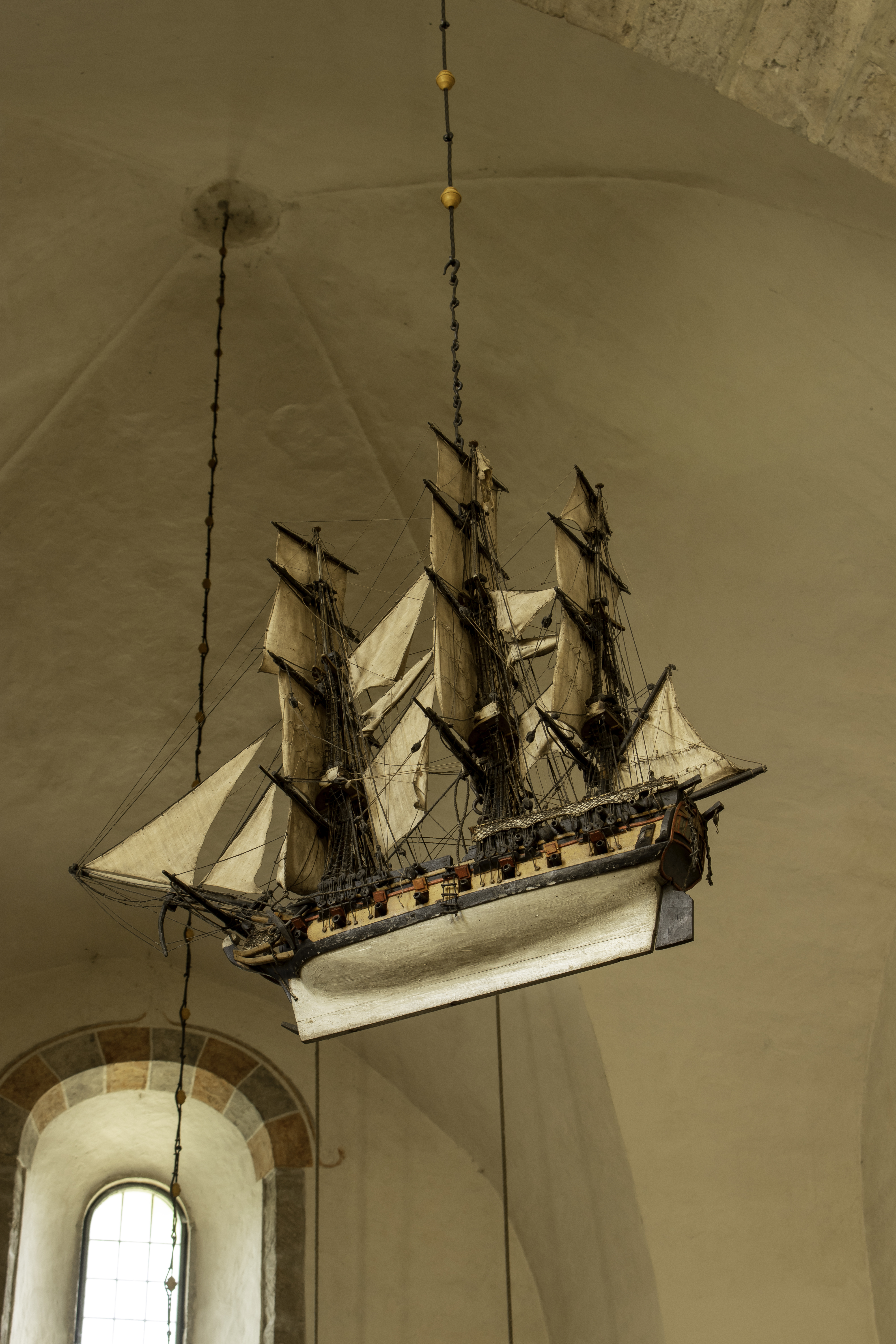
Votivskepp
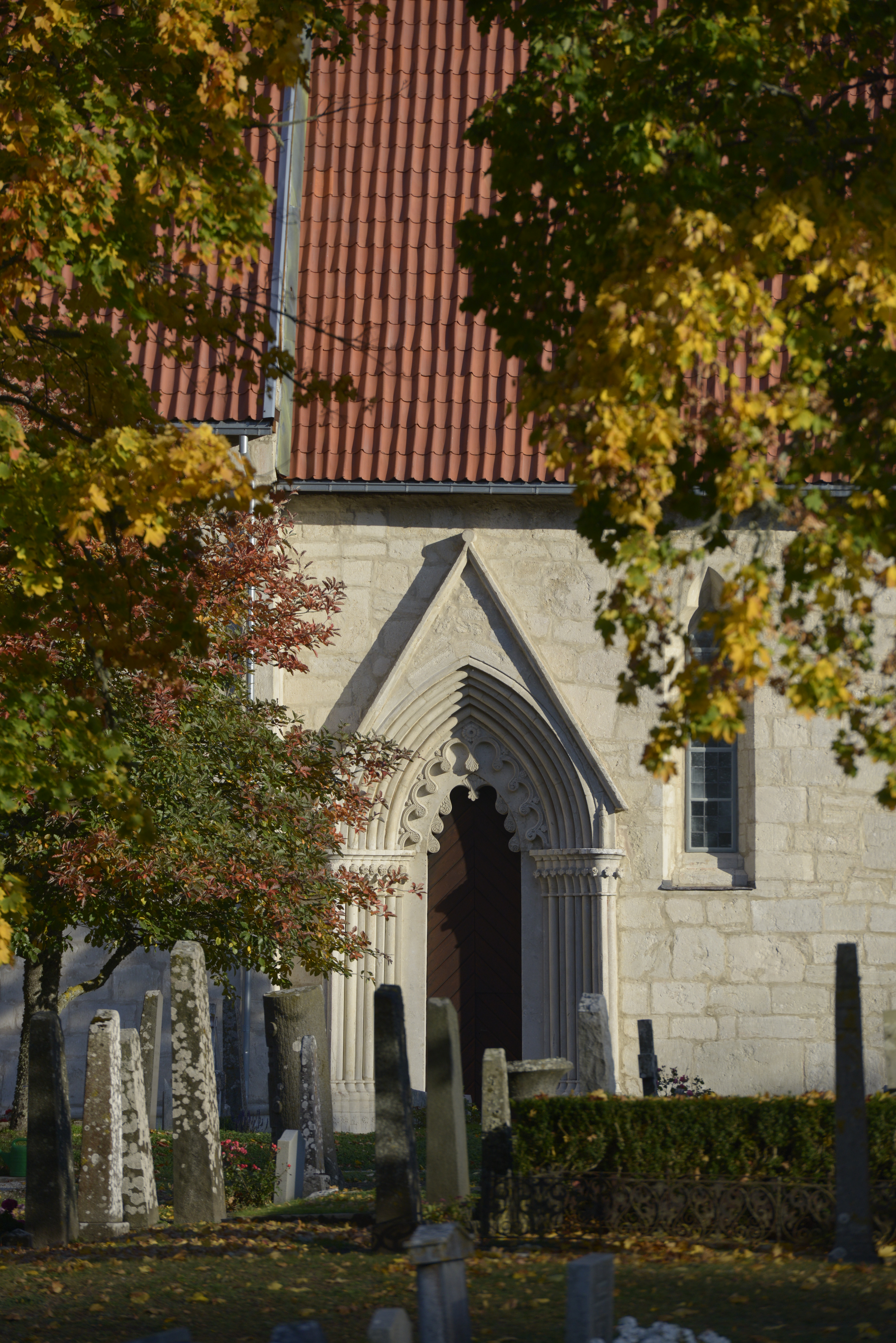
Klinte kyrka Gotland sydportal
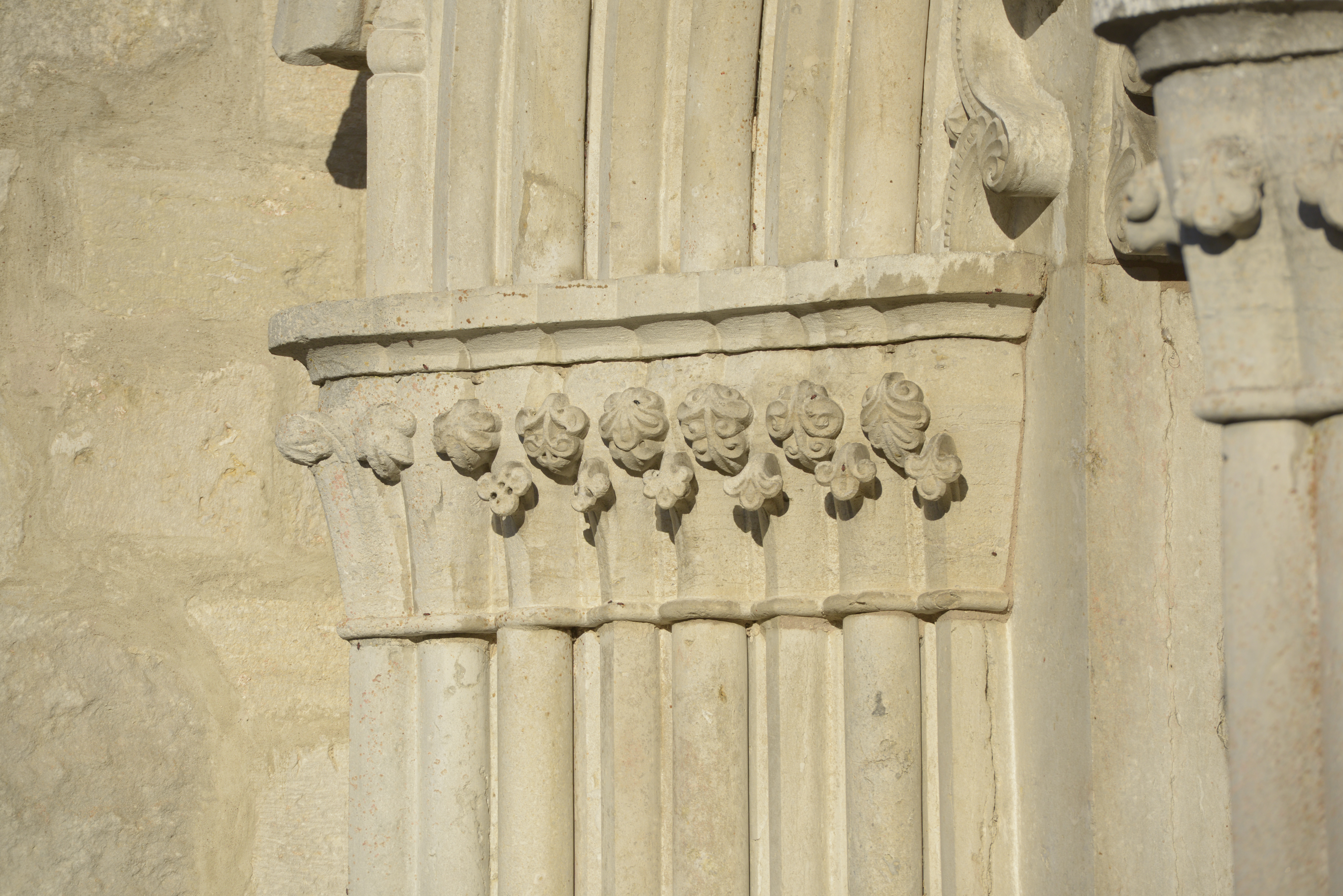
Klinte Kyrka Gotland detalj sydportal
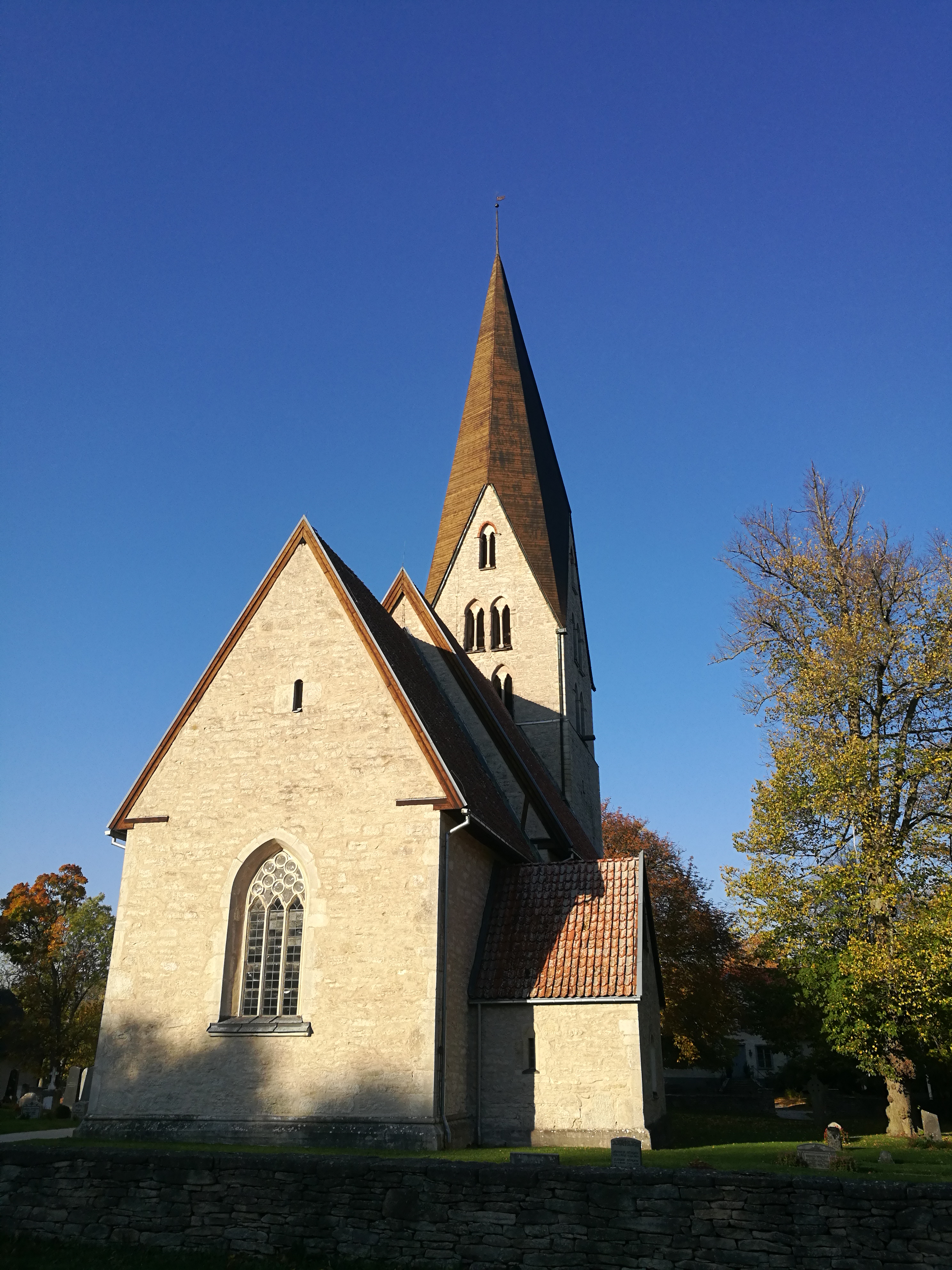
Klinte kyrka Gotland korpartiet
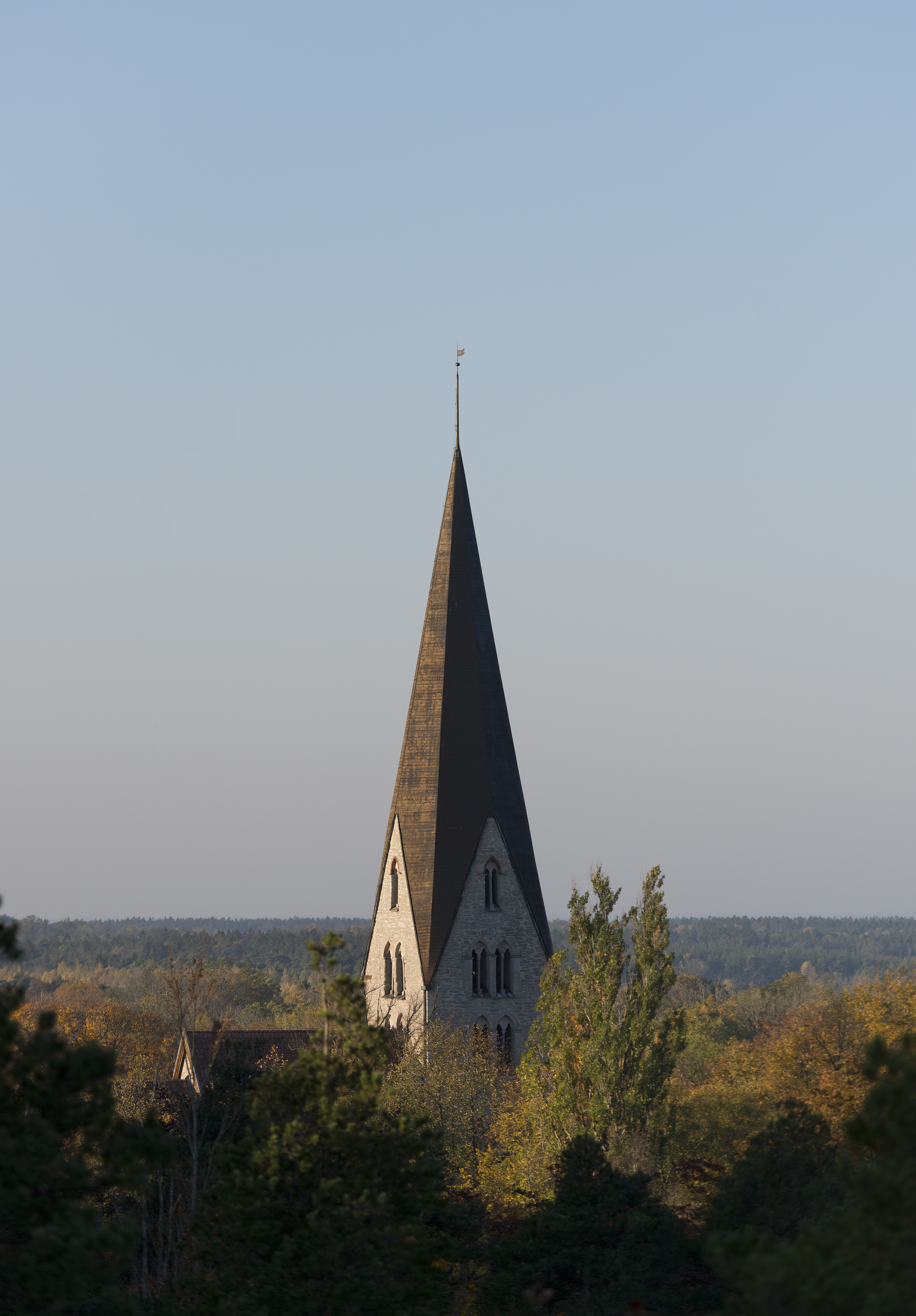
Klinte kyrka sedd från Klinteberget